# M színképtípusú csillag
Az M színképtípusú csillagok a csillagászati színképosztályozás egy csoportja, melyeknek felszíni hőmérséklete 2 200 – 3 500 K közötti és dominálnak az abszorpciós molekulavonalak.

## Jellemzőik

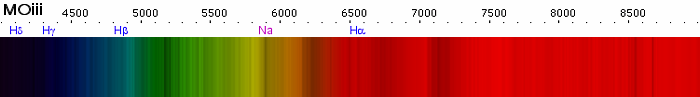

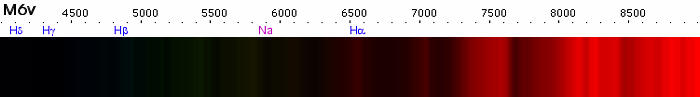

Színképük abszorpciós (CN, CH, CO, TiO, VO, MgH és H2) molekulasávokat és semleges fémvonalakat mutat. A fősorozat csillagainak több mint 78 %-a ebbe az osztályba sorolható – ilyen csillagok például a Betelgeuze (óriáscsillag), a Barnard-csillag (törpe), a Gliese 581 (vörös törpe), a LEHPM 2-59 (szubtörpe) és a GSC 08047-00232 B jelű, késői M típusú barna törpe. A következő két ábrán egy M0 III illetve egy M6 V spektráltípusú csillag színképe látható.

### Alcsoportok jellemzői a naphoz viszonyítva
| Színkép osztály | Tömeg (M☉) | Átmérő (R☉) | Fényesség (L☉) | Teff (K) |
| --------------- | ---------- | ----------- | -------------- | -------- |
| M0V             | 60%        | 62%         | 7,2%           | 3800     |
| M1V             | 49%        | 49%         | 3,5%           | 3600     |
| M2V             | 44%        | 44%         | 2,3%           | 3400     |
| M3V             | 36%        | 39%         | 1,5%           | 3250     |
| M4V             | 20%        | 26%         | 0,55%          | 3100     |
| M5V             | 14%        | 20%         | 0,22%          | 2800     |
| M6V             | 10%        | 15%         | 0,09%          | 2600     |
| M7V             | 9%         | 12%         | 0,05%          | 2500     |
| M8V             | 8%         | 11%         | 0,03%          | 2400     |
| M9V             | 7,5%       | 8%          | 0,015%         | 2300     |

## Hasonló csillagcsoportok
A csillagászati színképosztályozás elválasztja az M csoport tagjaitól az alábbi csillagtípusokat:
- S színképtípusú csillagok, melyek felszíni hőmérséklete azonos viszont markáns fémvonalak találhatóak: Zr, Y, Ba, La, TiO, ScO, VO, ZrO, és YO vonalak
- N színképtípusú csillagok, melyek  felszíni hőmérséklete jobbára azonos viszont C2 és CH4 molekulák sávjai is megtalálhatóak.
- R színképtípusú csillagok, melyek egyértelműen melegebbek, és a Cián jelenléte mutatható ki
- K színképtípusú csillagok, melyek egyértelműen melegebbek, erős K és Ca II (H és K) vonalak
- Az L osztályba tartozó barna törpék, melyek egyértelműen hidegebbek. Színük sötétvörös, sugárzási maximumuk az infravörös tartományba esik.

## Külső hivatkozások
- A csillagok állapothatározói - ELTE interaktív csillagászati portál